# Corallistes typus
Corallistes typus är en svampdjursart som beskrevs av Schmidt 1870. Corallistes typus ingår i släktet Corallistes och familjen Corallistidae. Inga underarter finns listade i Catalogue of Life.